# Port Talbot Town FC
A Port Talbot Town FC (walesi nyelven: Clwb Pêl-droed Tref Port Talbot) walesi labdarúgóklub, amely az első osztályban szerepel. Székhelye Port Talbot városában található. Hazai mérkőzéseit a Victoria Road stadionban rendezi.

## Névváltozások
- 1901–2001: Port Talbot Athletic FC

2001 óta jelenlegi nevén szerepel.

## Sikerei
- Welsh Premier League

Bronzérmes: 1 alkalommal (2010)